# Gwiazdozbiór Kasjopei
Kasjopeja (łac. Cassiopeia, dop. Cassiopeiae, skrót Cas), inaczej zwana też Kasjopea – 25. co do wielkości, gwiazdozbiór nieba północnego, w Polsce okołobiegunowy, znany już w starożytności, położony w obszarze Drogi Mlecznej. Liczba gwiazd dostrzegalnych nieuzbrojonym okiem wynosi około 90. W Polsce jest widoczny przez cały rok.

## Pochodzenie nazwy
Według legendy Kasjopeja była piękną, lecz zarozumiałą królową Etiopii, żoną króla Cefeusza (Kefeusa) i matką Andromedy. Legendarne wierzenia przedstawiają królową jako kobietę zarozumiałą i samolubną, uważającą się za piękniejszą niż słynne ze swej urody nimfy nereidy. Chełpiąc się swym urokiem, rozgniewała nimfy, które w odwecie poskarżyły się Posejdonowi. Amfitryta, żona Posejdona wraz z morskimi nereidami wzburzyły wody, powodując powodzie. Król mórz zesłał na królestwo Kasjopei potwora morskiego Ketosa, na niebie wyrażonego w postaci gwiazdozbioru Wieloryba, który pustoszył kraj. Potwór niechybnie zniszczyłby kraj, gdyby nie złożona ofiara z córki – Andromedy. Została ona przykuta do skały i oczekiwała na pojawienie się bestii. Księżniczkę uratował Perseusz, który pokazał Ketosowi odciętą głowę gorgony Meduzy, przez co potwór zmienił się w skałę.
Kasjopeja, nazywana też „gwiazdą królestwa Etiopii”, po swojej śmierci dostała się na niebo, gdzie do dziś zasiada na tronie. Na niebie jest przedstawiona, gdy siedzi na krześle, czesząc włosy. Mściwe nereidy zadbały jednak o srogą karę dla królowej – została umieszczona blisko bieguna niebieskiego, czasem zwisając niegodnie głową do dołu.

## Jak odnaleźć konstelację
Odnalezienie gwiazdozbioru na niebie nie jest zadaniem szczególnie trudnym. Doprowadzi do niego przedłużenie odcinka łączącego Gwiazdę Polarną z ostatnią gwiazdą dyszla Wielkiego Wozu. Najjaśniejsze gwiazdy konstelacji tworzą charakterystyczną figurę przypominającą kształtem nieco zdeformowaną literę W, wokół której w dużym obszarze nieba brakuje jasnych gwiazd. Caph, Schedar, Gamma Cassiopeiae, Ruchba oraz Segin – rozpoznawalna nocna piątka.

## Gwiazdy i inne obiekty

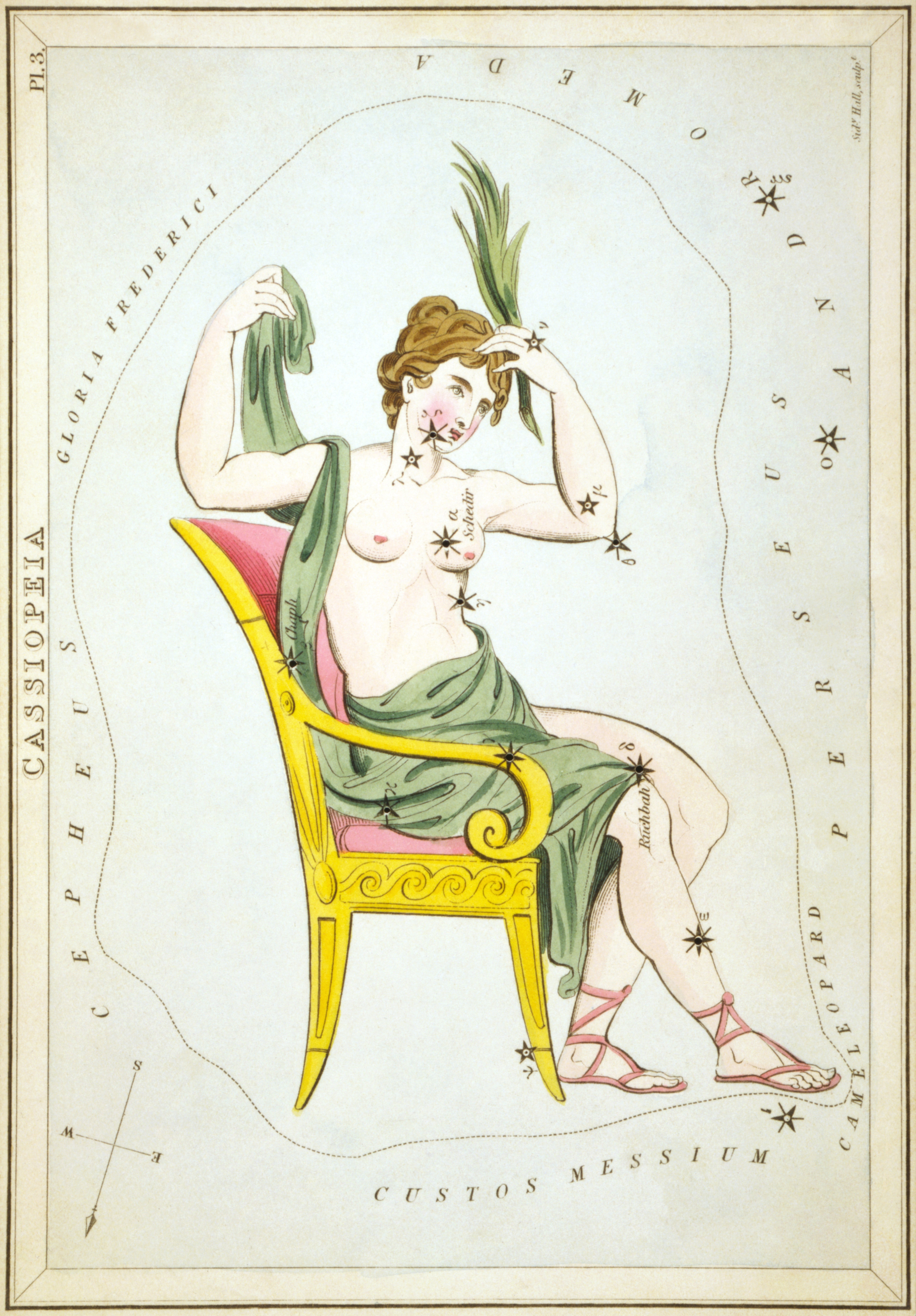
Kasjopeja

W 1572 roku w pobliżu gwiazdy Kappa Cassiopeiae nastąpił jeden z trzech wybuchów supernowej zaobserwowanych w naszej Galaktyce, opisany przez Tychona Brahe. Odległa o 7500 lat świetlnych gwiazda, obecnie o jasności 19m, nazwana na jego cześć Supernową Tychona, rozbłysła wówczas do −4,0m. Pozostałości tej supernowej do dziś emitują fale radiowe. Inna supernowa, z roku 1660, która pozostała niezauważona przez ówczesnych obserwatorów, pozostawiła najsilniejsze radioźródło na niebie, znane jako Cassiopeia A.

### Najjaśniejsze gwiazdy
- α Cas, Szedar – gwiazda olbrzym ciągu głównego o jasności 2,24 odległa o 228,5 lat świetlnych. Druga pod względem jasności gwiazda konstelacji. Swą nazwę zawdzięcza arabskiemu słowu sadr, oznaczającemu „pierś”, miejsce położenia gwiazdy na wizerunku Kasjopei[4].
- β Cas, Caph – gwiazda ciągu głównego o jasności 2,3m odległa o 54 lata świetlne. Gwiazda podwójna typu Delta Scuti. Nazwa pochodzi od arabskiego określenia dłoni zabarwionej henną. Caph jest gwiazdą utożsamianą z położeniem ręki na wizerunku Kasjopei[4].
- γ Cas – gwiazda odległa o 610 lat świetlnych, najjaśniejsza gwiazda w konstelacji. Jest gorącą, szybko rotującą gwiazdą. Co pewien czas wyrzuca pierścienie gazu w płaszczyźnie równika, co powoduje nieprzewidywalne zmiany jasności[4].
- δ Cas, Ruchba – gwiazda zmienna zaćmieniowa, zmieniająca jasność co 759 dni. Gwiazda ciągu głównego, odległa o 99 lat świetlnych. Nazwa pochodzi z języka arabskiego i oznacza „kolano”, miejsce położenia gwiazdy na wizerunku Kasjopei[4].
- ε Cas, Segin – niebiesko-biały olbrzym o jasności 3,4m, odległy o 442 lata świetlne. Nazwa prawdopodobnie pochodzi z języka arabskiego i jest określeniem męża Kasjopei – Cefeusza[4].
- η Cas, Achird – jest nadzwyczajnie zabarwioną gwiazdą podwójną 0 separacji 12 sekund łuku[3]. Gwiazda główna jest, jak się ogólnie uważa, żółta, ale jej kompan był opisywany jako fioletowy, granatowy, pomarańczowy, brązowo-pomarańczowy, brunatny i „być może brązowy”[1].
- ρ Cas – jest żółtym hiperolbrzymem odległym o około 11 600 lat świetlnych. Jest to jedna z najjaśniejszych gwiazd w Galaktyce, swym blaskiem przewyższa Słońce około 550 000 razy i o olbrzymich rozmiarach, około 450 razy większych od Słońca. Gdyby gwiazdę umieścić w miejscu Słońca, sięgałaby do pasa planetoid daleko za orbitę Marsa. Gwiazda ta jest zmienną wykazującą półregularne zmiany blasku[2].

### Obiekty niegwiazdowe
Konstelacja zanurzona jest w Drodze Mlecznej, więc ma do zaoferowania sporo gromad otwartych.
- M52 (NGC 7654) – gromada otwarta znajdująca się przy pograniczu gwiazdozbiorów Kasjopei i Cefeusza. Jest to stosunkowo młoda gromada, której wiek szacuje się na około 35 mln lat. Odległość od niej nie jest dokładnie znana. Szacuje się, że plasuje się w przedziale od 3 do 7 tysięcy lat świetlnych. W gromadzie dominują dwa żółte olbrzymy[2]. Amerykańscy miłośnicy astronomii nazywają gromadę M52 „sól i pieprz”, gdyż kojarzy się im z rozsypanymi na stole przyprawami kuchennymi. W amatorskim teleskopie można się doliczyć około 130 gwiazd tej gromady[6].
- M103 (NGC 581) – gromada otwarta – jest małym grotem strzały zbudowanym z dwudziestu gwiazd. Trzy najjaśniejsze z nich (jedna żółta) oznaczają wierzchołki trójkąta. Gromada jest ulokowana w odległości około 1° na północny wschód od gwiazdy Ruchba. Gromada jest bardzo młoda (jej wiek szacuje się na około 25 mln lat) i bardzo liczna, złożona z kilku tysięcy gwiazd. Jednocześnie jest to jedna z najbardziej odległych od Słońca spośród znanych gromad otwartych (od 8000 do 95000 lat świetlnych), dlatego też obserwator wyposażony w niewielki instrument będzie w stanie dostrzec tylko około 40 najjaśniejszych gwiazd gromady[2].
- W pobliżu leży NGC 663, a po jej bokach NGC 654 i NGC 659. Duża i jasna NGC 663 ma dwa owale gwiazd i grupę w kształcie rombu w centrum. Kilka strumieni gwiazd prowadzi w kierunku NGC 659. NGC 654 to atrakcyjna mała grupka, zawierająca dwie gwiazdy podwójne.
- Za pomocą 20-cenymetrowego teleskopu można zobaczyć dwie karłowate galaktyki eliptyczne: NGC 185 i wydłużoną bardzo bladą NGC 147, interesujące ze względu na to, że są to satelitarne galaktyki Wielkiej Galaktyki w Andromedzie, znajdującej się 7° na południe.
- NGC 281, Mgławica Pacman, jest widoczna przy użyciu filtra UHC.
- NGC 7789 ma około setki bladych gwiazd w koncentrycznych łukach nad nierozdzieloną poświatą kolejnych setek. Badania astrofizyczne pokazały 583 członków gromady.
- Zaskakująca NGC 457 jest też znana jako Gromada ET, Gromada Sowa albo Gromada Ważka. Fi (φ) Kasjopei, żółty nadolbrzym i niebieski nadolbrzym tworzą oczy sowy, a pomarańczowy nadolbrzym oznacza jedno skrzydło. NGC 457 jest bardzo popularna podczas publicznych pokazów[1]. Leży nieco ponad 2° na południe (lekko na zachód) od gwiazdy Ruchba to również bardzo młoda (około 25 mln lat) i bardzo odległa (8000 lat świetlnych) gromada otwarta. Wyróżniający się pomarańczową barwą obiekt to gwiazda zmienna V466 Cas, która zmienia jasność w przedziale od +9,8 do +10,74m[2].

W gwiazdozbiorze znajduje się najsilniejsze poza Słońcem obserwowane radioźródło – Cassiopeia A (Cas A). Jest to znajdująca się ponad 10 000 lat świetlnych od nas pozostałość po wybuchu supernowej, który nastąpił w drugiej połowie XVII wieku. Przypuszcza się, że Cassiopeia A zawiera gwiazdę neutronową lub czarną dziurę.

## Rój meteorów
Z gwiazdozbiorem związany jest rój meteorów Zeta Cassiopeidy. Maksymalna aktywność bywa w połowie lipca. Spodziewać się można około kilkunastu zjawisk na godzinę. Nie jest znane ciało macierzyste roju.

## W kulturze
- Nazwą gwiazdozbioru określa się fandom koreańskiego duetu muzycznego DBSK.
- Gwiazdozbiór ten był wspomniany w filmie Igraszki losu. Wzmianka na temat gwiazdozbioru pojawia się również w filmie Roberta Zemeckisa pt. Kontakt, Zielona Mila oraz Bibliotekarz: Tajemnica włóczni w reżyserii Petera Winthera.

## Kasjopea spoza Ziemi

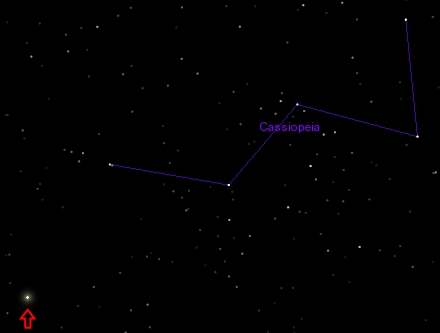
Symulowany widok gwiazdozbioru Kasjopei z układu Alfa Centauri, Słońce jest zaznaczone strzałką

Gwiazdozbiór Kasjopei znajduje się po przeciwnej stronie ziemskiego nieba niż Gwiazdozbiór Centaura. W efekcie z układu Alfa Centauri najjaśniejszą gwiazdą widoczną w obrębie konstelacji Kasjopei jest Słońce (ma wielkość obserwowaną 0,4).